# Riesenspitzschnabel
Der Riesenspitzschnabel (Conirostrum binghami, Synonym: Oreomanes fraseri) ist eine Vogelart der Gattung Conirostrum aus der Familie der Tangaren (Thraupidae).

## Aussehen
Die Vögel sind am Rücken grau gefärbt, der Schwanz und der obere Teil der Flügel sind schwarz. Der Bauch und die Kehle sind rotbraun,
der Schnabel und die Beine sind grau gefärbt. Über den Augen tragen sie einen dicken braunen und einen dünnen, schwarzen Streifen. Dadurch sind die Vögel gut in ihrer natürlichen Umgebung getarnt. Ein auffälliges Merkmal ist der große, weiße Fleck unter den Augen. Sie werden bis zu 18 cm groß.

## Verbreitung

Verbreitungsgebiet des Riesenspitzschnabels (grün)

Diese Art ist in Südamerika, von Kolumbien bis Bolivien verbreitet.

## Lebensraum
Er bewohnt die Bergwälder der Anden, wo die Baumarten der Gattung Polylepis vorkommen, in einer Höhe von 3000 bis 4000 Metern.

## Lebensweise
Diese Art sucht in kleineren Gruppen umherziehend, an Rinden der Bäume nach Insekten. Die Vögel haben eine sehr laute, zwitschernde Stimme.

## Fortpflanzung
Das Weibchen legt bis zu 2 Eier in ein offenes Nest in hohe Bäume.

## Gefährdung
Die IUCN stuft diese Art als Near Threatened (potenziell gefährdet) ein. Hauptbedrohungen sind die Abholzung der Bergwälder, Feuer, Umwandlung des Lebensraumes in landwirtschaftliche Nutzflächen sowie die Aufforstung mit fremden Baumarten (z. B. Eukalyptus).  Als Schutzmaßnahmen dienen die  Aufforstung mit einheimischen Baumarten und Kontrolle des Holzeinschlages.

## Etymologie und Forschungsgeschichte
Philip Lutley Sclater beschrieb den Riesenspitzschnabel unter dem Namen Oreomanes fraseri. Das Typusexemplar stammte vom Vulkan Chimborazo. Das griechische Wort »oreimanēs ορειμανης« bedeutet »hektischer Jäger in der Höhe«. Es setzt sich aus »oros, oreos ορος, ορεος« für »Berg« und »-manēs, mania, mainomai, -μανης, μανια, μαινομαι« für »leidenschaftlich mögen, Leidenschaft, toben«  zusammen. Das Artname »fraseri« ist Louis Fraser (1819–1883) gewidmet, der im Januar 1859 nach Panza südlich des Chimborazo aufbrach und dort den ersten Balg dieser Art sammelte.
Später wurde die Art der Gattung Conirostrum zugeordnet, weil aber der Name Conirostrum fraseri bereits belegt war, würde die nächstmögliche jüngere Bezeichnung Conirostrum binghami gewählt. Dieser neue Artname ist Hiram Bingham III. gewidmet.